# Cochinillo de Segovia
El cochinillo de Segovia es un alimento de la provincia de Segovia, España, que fue catalogado por la Junta de Castilla y León en el año 2002 dentro de la categoría de Marca de Garantía, siendo su Consejo Regulador la «Asociación para la Promoción del Cochinillo de Segovia».

## Características
El ámbito geográfico de esta identidad se resume únicamente a la provincia de Segovia, y los animales son criados en granjas específicas dedicadas íntegramente a la producción del cochinillo protegido. Las características que comprende este alimento, y que hacen que sea diferenciado del resto de platos similares castellanos o leoneses, son la alimentación de las madres, su peso, que oscila entre los 4,5 kg y los 6,5 kg, y su edad, que no debe exceder de tres semanas. Solo se comercializan animales enteros, su color externo es blanco y el interno rosado, y deberá estar siempre señalizado en la pata posterior derecha con la etiqueta de la Marca de Garantía «Cochinillo de Segovia».

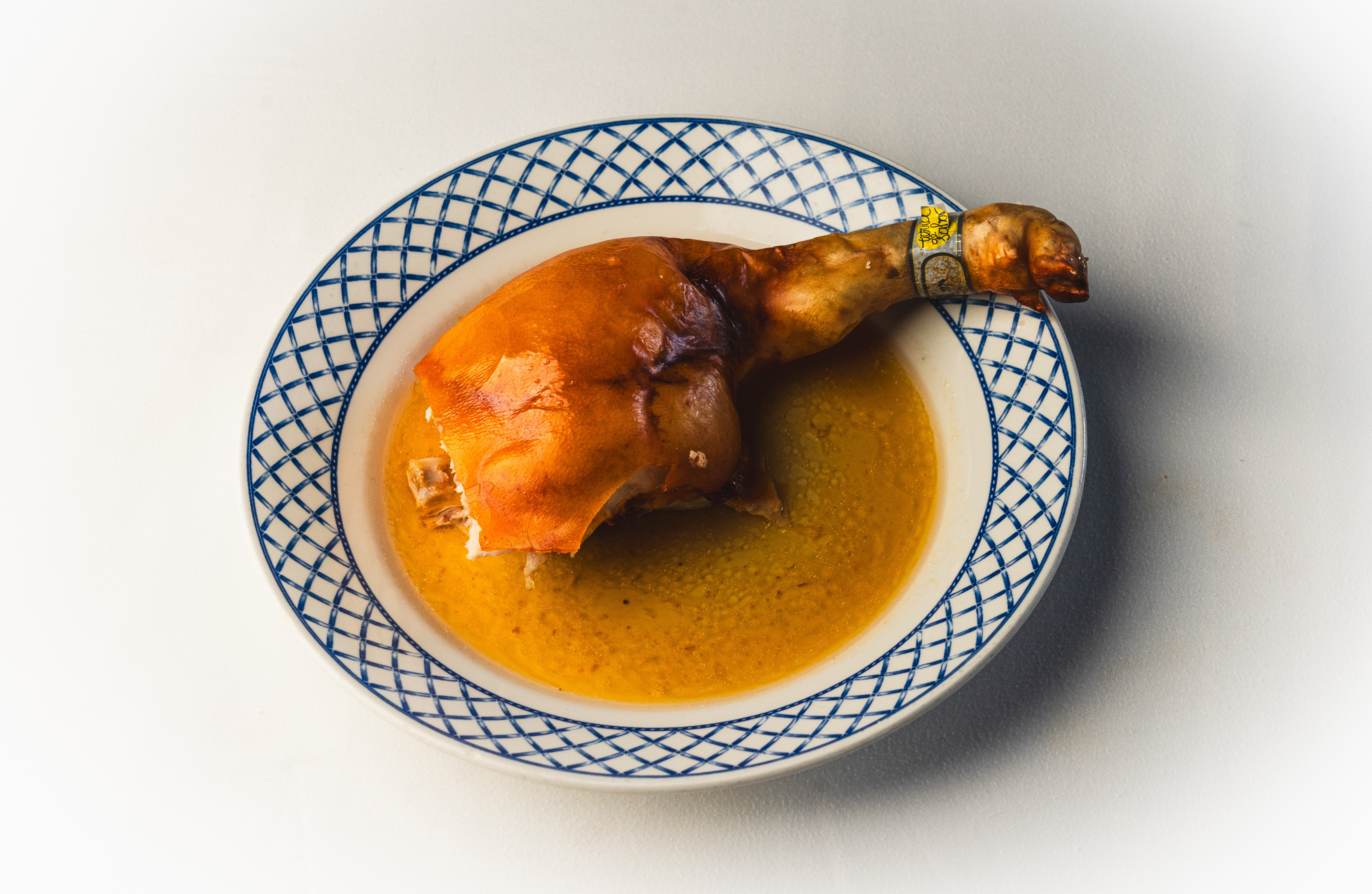
Pata de Cochinillo Asado al estilo segoviano con la marca de garantía

El producto se comercializa en dos formatos: fresco o asado en horno de leña tradicional, variante que más fama recoge. Uno de los mayores impulsores de este plato fue Cándido López Sanz, cocinero segoviano, conocido como el «Mesonero Mayor de Castilla», título que le atribuyó el premio nobel Vicente Aleixandre y que refrendó más tarde el Rey Juan Carlos I de España, y que popularizó este plato en el Mesón de Cándido, en plena plaza del Azoguejo, junto al acueducto romano de la ciudad.
Para su elaboración más popular, asado en horno de leña, se coloca el animal de espaldas, y se abre el espinazo de un lado a otro. Se coloca en una cazuela de barro con agua y manteca y se introduce en el horno, siendo necesarias unas 3 horas de cocción. Para servirlo, es tradición en los restaurantes partir el asado con un plato que sustituye al cuchillo y certifica su ternura.